# U-Bahnhof Onkel Toms Hütte

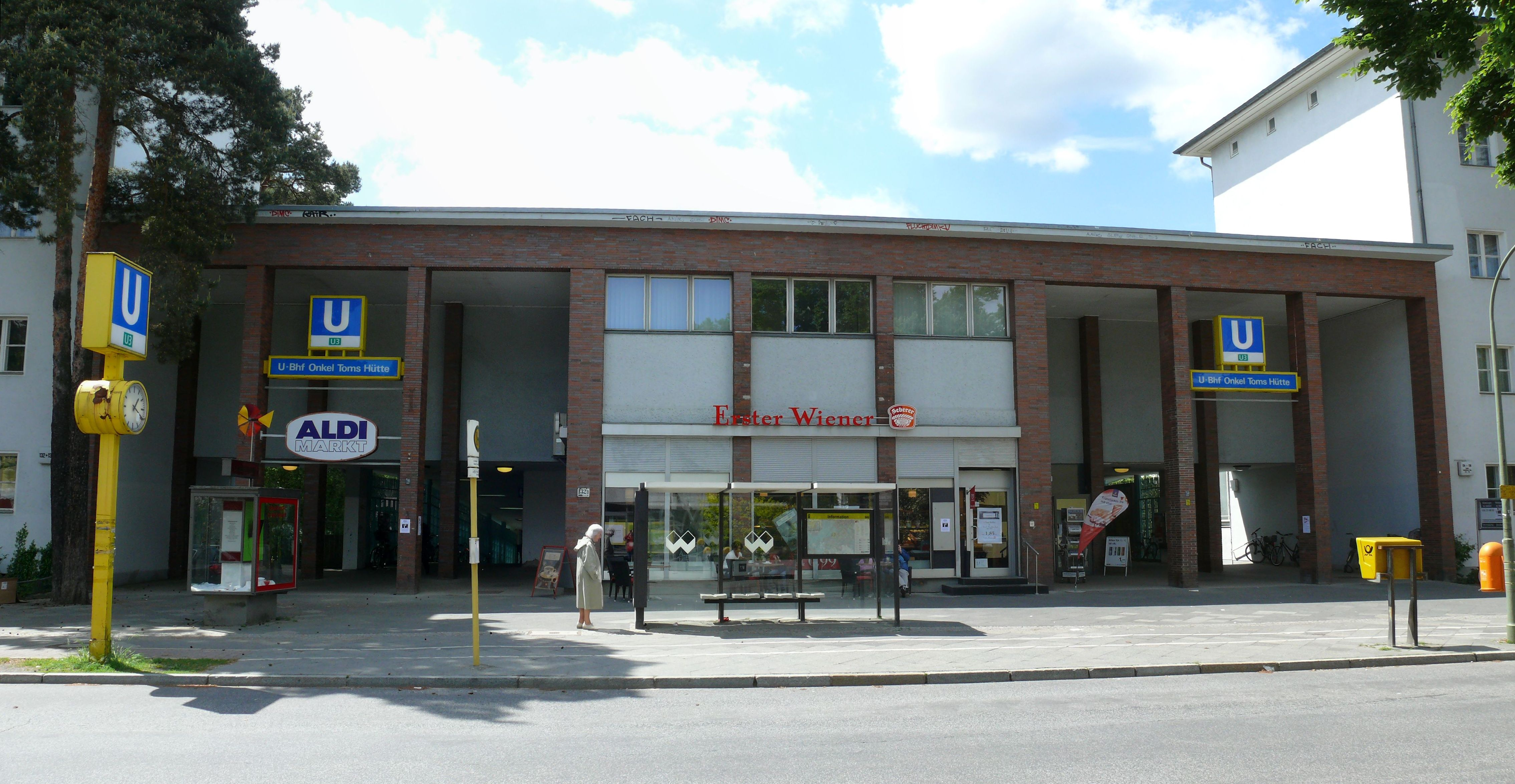
Bahnhofseingang an der Riemeisterstraße

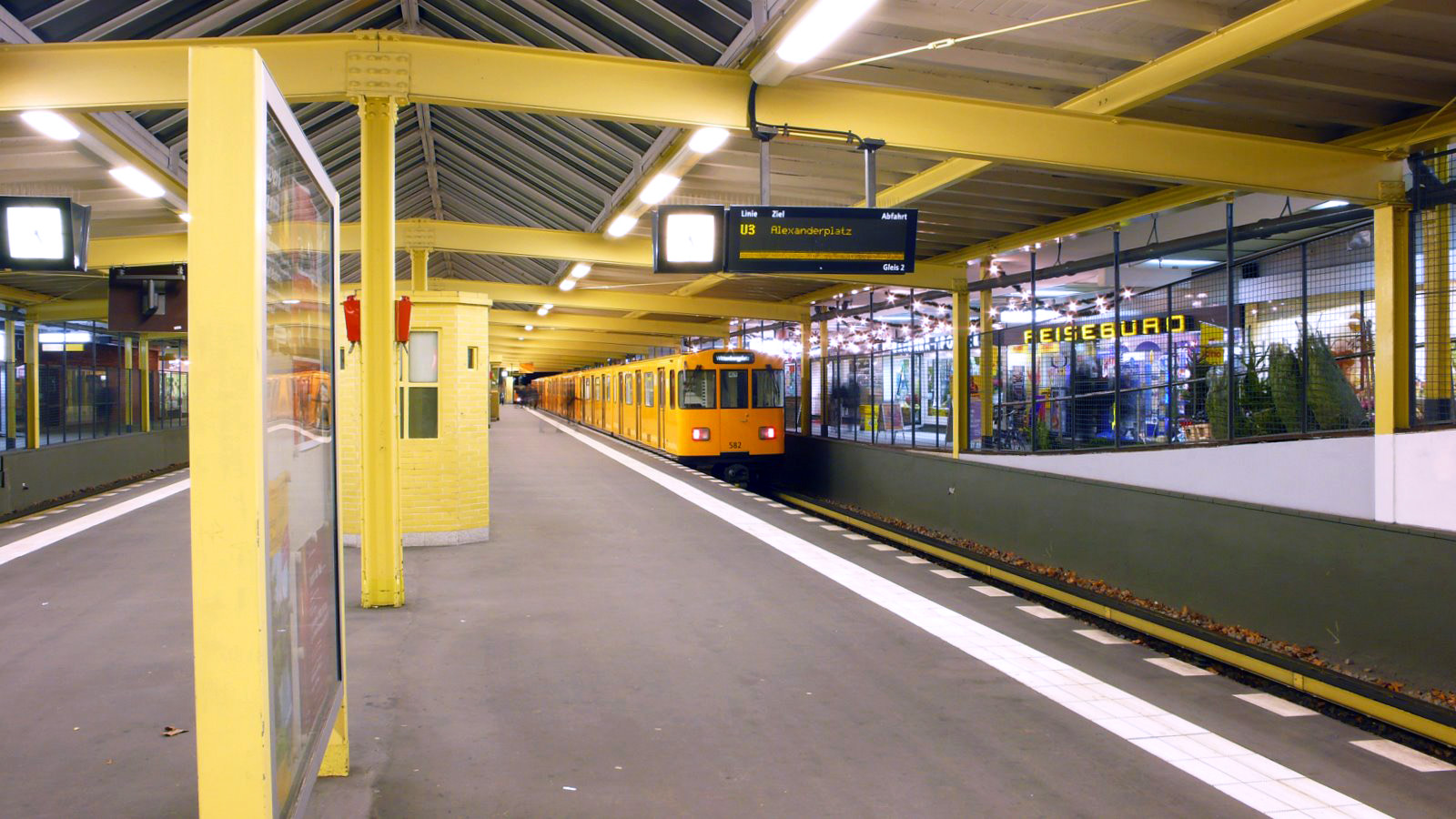
Bahnsteig (rechts ein Teil der Ladenpassage)

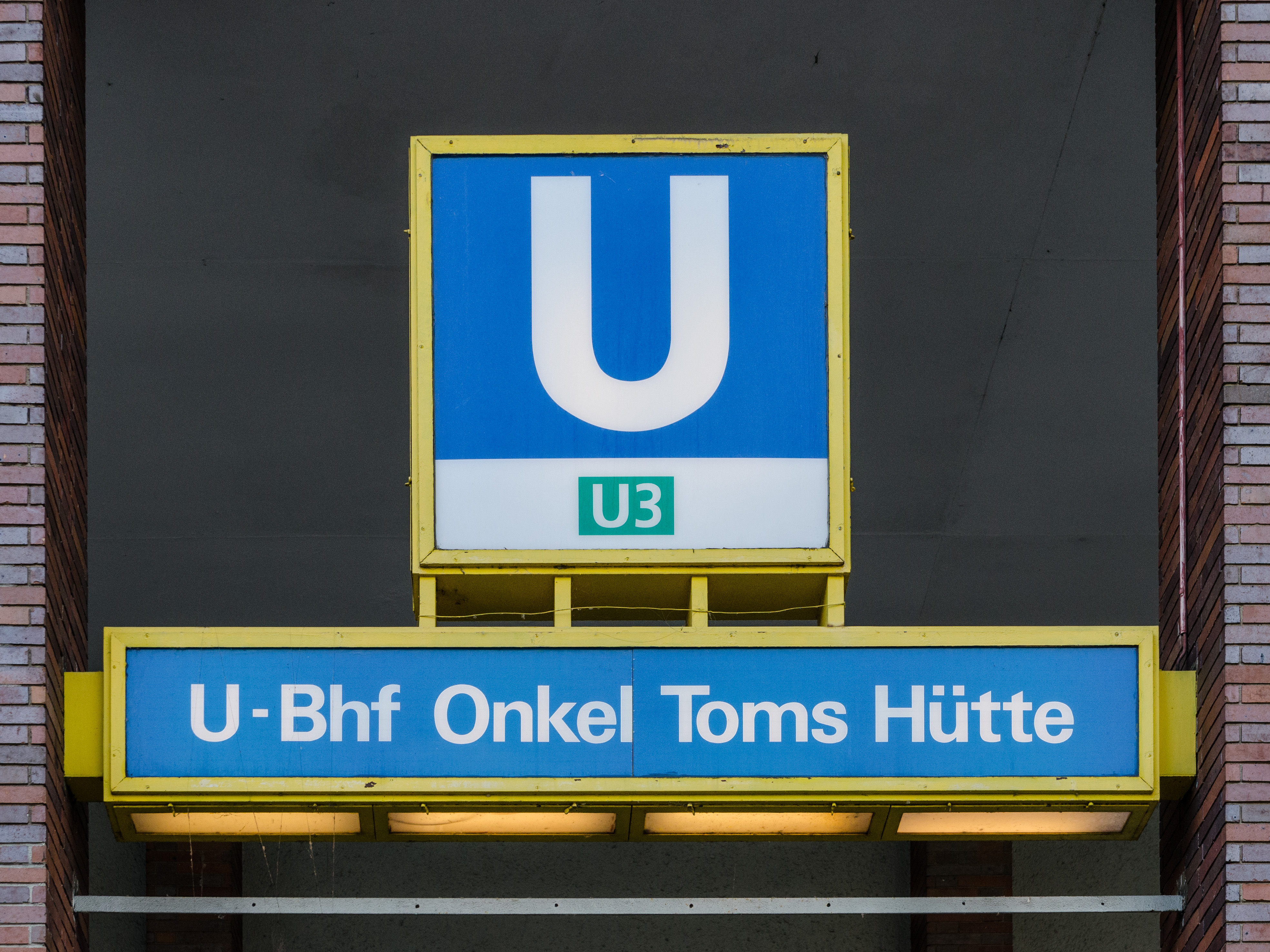
Stationsschild mit der Linienbezeichnung der heutigen Linie U3

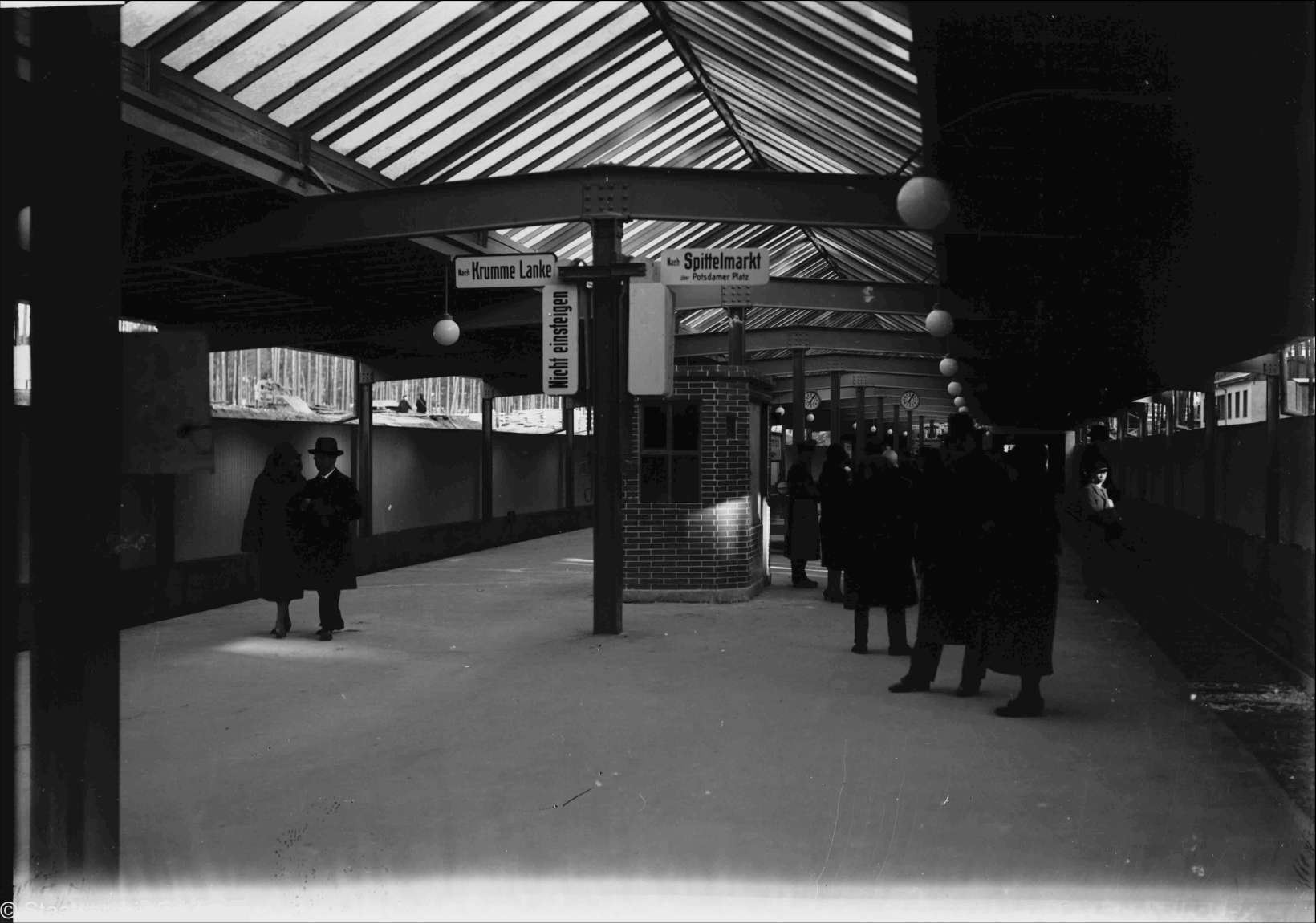
Bahnhof am Eröffnungstag, 22. Dezember 1929

Onkel Toms Hütte ist ein U-Bahnhof im Berliner Ortsteil Zehlendorf des Bezirks Steglitz-Zehlendorf, auf dem heute die Linie U3 der Berliner U-Bahn verkehrt. Er wurde am 22. Dezember 1929 eröffnet.

## Geschichte
Mitte der 1920er Jahre stand es nicht gut um das mittlere Stück der heutigen Linie U3. Die Strecke war hoch defizitär, ab Breitenbachplatz fuhr sogar nur ein sogenannter „Solowagen“ (ein Waggon) bis zum Endbahnhof Thielplatz. Die Stadt Berlin sträubte sich sehr dagegen, diese Strecke von der Domäne Dahlem beziehungsweise dem preußischen Finanzministerium zu übernehmen, wozu sie verpflichtet wurde. Doch 1926 verbesserte sich die Situation erheblich: Der preußische Staat wollte die Strecke Berlin unentgeltlich und schuldenfrei übergeben. Gleichzeitig bot der Sommerfeld-Konzern, der große, noch zu bebauende Gebiete im Berliner Süden besaß, kostenloses Gelände und eine Baukostenübernahme für eine Verlängerung bis Krumme Lanke an. Somit bekam Berlin drei Kilometer U-Bahn-Strecke geschenkt.
In diesem Zusammenhang wurde auch der neue U-Bahnhof Onkel Toms Hütte errichtet. Die neue Strecke einschließlich dieses Bahnhofs wurde am 22. Dezember 1929 eröffnet. Den von Alfred Grenander entworfenen Bahnhof ergänzte Otto Rudolf Salvisberg 1931–1932 durch eingeschossige Ladenpassagen an den Längsseiten. Einen U-Bahnhof mit einer modernen, großstädtischen Ladenstraße zu verbinden, war zu dieser Zeit vollkommen neu. Die Ladenpassage sollte vor allen Dingen der Versorgung der umliegenden Großsiedlung dienen. Das Konzept der Ladenpassage geriet in den 1980er Jahren in die Krise. Heute verwaltet die Firma Ansorge Immobilien die Anlage. Diese Passagen stellen das Zentrum der Onkel-Tom-Siedlung dar. Im Jahr 2000 wurde der Bahnhof unter anderem von den Architekten Peters und Wormuth saniert.
Der Name dieser Station verweist auf das 1885 eröffnete und 1978 abgerissene Wirtshaus Riemeister.⊙ Der damalige Wirt dieses Lokals hieß Thomas; er hatte seinerzeit in seinem Biergarten mehrere zusätzliche Hütten als Witterungsschutz errichtet. Diese wurden dann „Toms Hütten“ genannt. Da der Titel von Harriet Beecher-Stowes Roman Onkel Toms Hütte in aller Munde war, ist der Name Onkel Toms Hütte entstanden. So hieß später auch das Kino in der Ladenpassage Onkel Tom Kino, und die Straße, die die U-Bahn-Strecke kreuzt, vom Grunewald nach Zehlendorf-Mitte führend, heißt noch heute Onkel-Tom-Straße.
→ Siehe auch ausführlicher zum Namen Onkel Toms Hütte: Riemeisterfenn#Onkel-Toms-Hütte
Im Juni 2014 konnte ein Aufzug in Betrieb genommen werden. Er wurde denkmalgerecht in die südliche Vorhalle integriert. Der Bahnhof ist seitdem barrierefrei zugänglich. Rund 1,4 Millionen Euro wurden hierfür investiert.
Am 15. November 2020 gerieten ein Imbiss in der Ladenzeile und das Dach des Bahnhofs in Brand.
Der Basketballspieler Moses Pölking wollte den U-Bahnhof umbenennen lassen, weil er die Bezeichnung ‚Onkel Tom‘ als Beleidigung für Schwarze ansieht, was jedoch am Widerstand der Bevölkerung und der Behörden scheiterte.

## Anbindung
| Linie | Verlauf |
| ----- | --- |
|       | Warschauer Straße – Schlesisches Tor – Görlitzer Bahnhof – Kottbusser Tor – Prinzenstraße – Hallesches Tor – Möckernbrücke – Gleisdreieck – Kurfürstenstraße – Nollendorfplatz – Wittenbergplatz – Augsburger Straße – Spichernstraße – Hohenzollernplatz – Fehrbelliner Platz – Heidelberger Platz – Rüdesheimer Platz – Breitenbachplatz – Podbielskiallee – Dahlem-Dorf – Freie Universität (Thielplatz) – Oskar-Helene-Heim – Onkel Toms Hütte – Krumme Lanke |

Am U-Bahnhof bestehen Umsteigemöglichkeiten von der Linie U3 zur Omnibuslinie 118 der Berliner Verkehrsbetriebe.